# Estádio Metropolitano de Madrid
O Estádio Metropolitano, anteriormente designado por Wanda Metropolitano, tem atualmente a designação oficial de Riyadh Air Metropolitano, devido a acordo de patrocínio com a empresa Cívitas, ligada ao ramo imobiliário.  
É também conhecido por La Peineta e também como Estádio Olímpico de Madrid, é um estádio multiúso situado no distrito de San Blas-Canillejas na cidade espanhola de Madrid.
Foi inaugurado após sua remodelação (2011–2017) e como propriedade do Club Atlético de Madrid em 16 de setembro de 2017, com a disputa entre o conjunto rojiblanco e o Málaga (1–0), numa partida válida pela 4º rodada da La Liga de 2017–18.
Originalmente, o estádio foi inaugurado em 6 de setembro de 1994 como estádio de atletismo. Em 2002, o estádio passou a ser do Ayuntamiento de Madrid. Em 2008, Alberto Ruiz-Gallardón, alcaide do Ayuntamiento de Madrid e Enrique Cerezo, presidente do Club Atlético de Madrid, assinaram um acordo no qual o estádio passaria a ser propriedade do conjunto colchonero quando as obras fossem finalizadas.
O estádio sediou a Final da Liga dos Campeões da UEFA de 2018–19.

## História

### Estádio original
O estádio foi terminado de construir em 1993 com um desenho do estúdio de arquitetos de Antonio Cruz e Antonio Ortiz como projeto vencedor do concurso para uma "Ciudad Deportiva de la Comunidad de Madrid". O estádio tinha uma capacidade inicial para 20.000 espectadores. As instalações foram inauguradas em 1994. Em 2002, a Comunidade de Madrid transferiu ao Ayuntamiento de Madrid a titularidade do estádio.

### Projetos olímpicos de ampliação
As candidaturas fracassadas de 2012, 2016 e 2020 da cidade de Madrid ser a sede dos Jogos Olímpicos propuseram uma reforma e uso do estádio para as modalidades, sendo estas aproveitadas pelo Club Atlético de Madrid como estádio de futebol.
O estádio foi planejado para triplicar a capacidade de 20.500 para 66.000 espectadores por causa da candidatura de Madrid para os Jogos Olímpicos de 2012 (rejeitada em 2005).

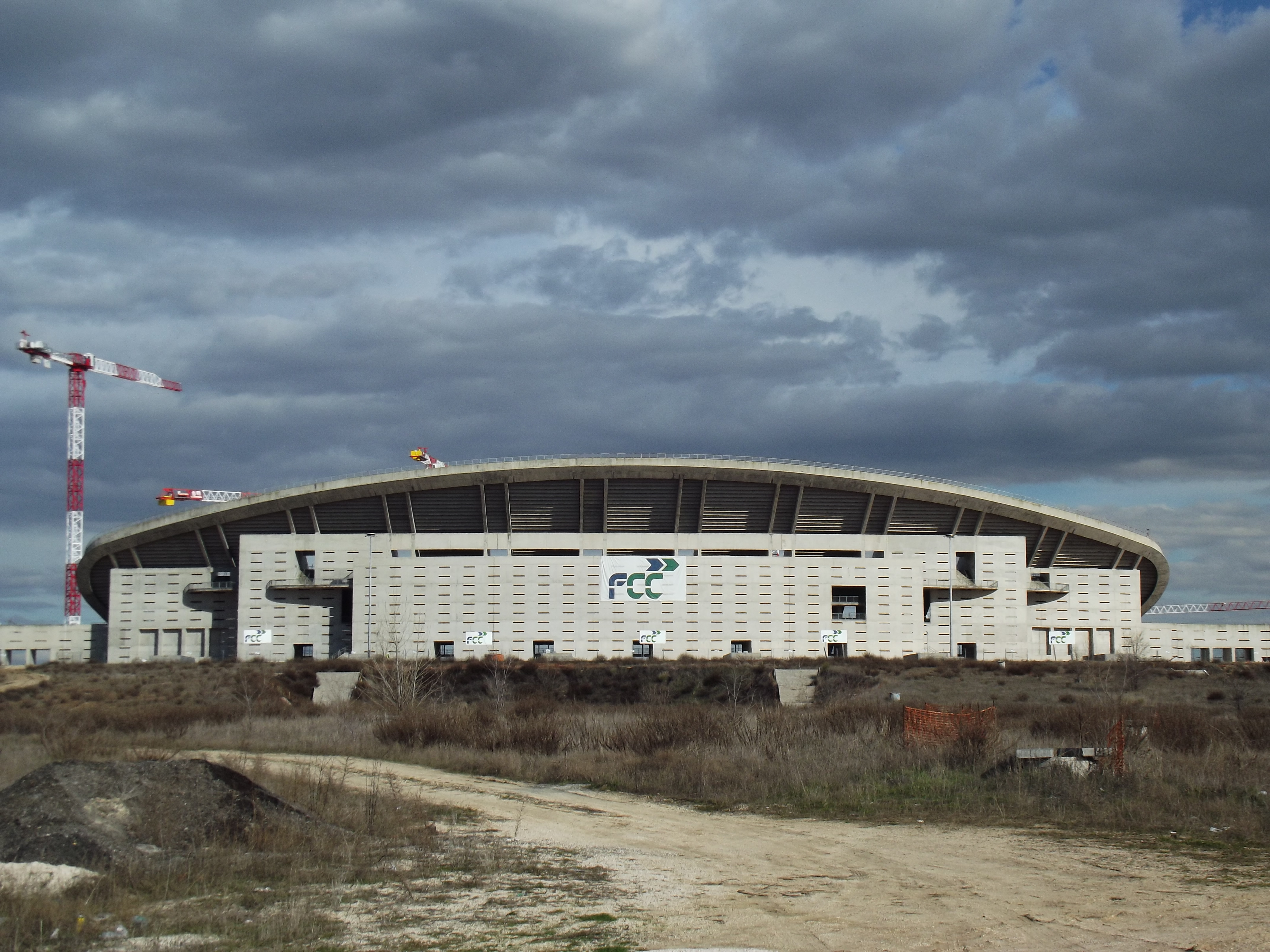
La Peineta en fevereiro de 2014

### Estádio exclusivo do Atlético de Madrid (2013–)
Após a derrota da candidatura de Madrid para os Jogos Olímpicos de 2020, a configuração do estádio, inicialmente planejada com uma pista de atletismo e, depois das olimpíadas, um estádio de futebol, foi descartada.
Segundo os arquitetos, até a confirmação definitiva sobre a eleição dos Jogos Olímpicos de 2020, o ritmo das obras se desenvolveu lentamente até a eleição. Miguel Ángel Gil Marín, CEO do Club Atlético de Madrid, anunciou em 11 de setembro de 2013 que, apesar da derrota da candidatura de Madrid ser a sede dos Jogos Olímpicos, o clube de futebol iria passar oficialmente para o novo estádio em 1 de julho de 2016, o que não foi realizado, mantendo o Estádio Vicente Calderón como casa do Atlético de Madrid durante a temporada 2016–17.
O estádio de futebol alcançará uma capacidade que oscila entre os 68.000 e os 72.000 espectadores. Esta capacidade projetada se repartiria entre o anel inferior (cerca de 20.000 assentos), o segundo anel (cerca de 13.000 assentos) e o anel superior (cerca de 30.000 assentos), somada a uma quantidade imprecisa de espectadores em função de 94 camarotes adicionais.
Em 28 de fevereiro de 2014, o conselho do Ayuntamiento de Madrid aprovou por unanimidade dar o nome, como forma de homenagem, do falecido Luis Aragonés (jogador e treinador do Atlético de Madrid e campeão da Eurocopa com a Seleção Espanhola de Futebol) a avenida de acesso ao estádio.
Em dezembro de 2016, Enrique Cerezo anunciou que o estádio se denominaria Wanda Metropolitano por um período de dez anos para batizar o estádio, então não finalizado, após chegar a um acordo com o conglomerado chinês Wanda Group, enquanto o nome "Metropolitano" é uma homenagem a um dos antigos estádios do clube, o Estádio Metropolitano de Madrid (1923–1966).
Em 5 de maio de 2017, foi formalizada a escritura de transferência do estádio, assinado pelo conselheiro da Economía y Hacienda del Ayuntamiento de Madrid Carlos Sánchez Mato e Miguel Ángel Marín, CEO do Atlético de Madrid.
Em 16 de setembro de 2017, o estádio foi inaugurado com uma partida da La Liga entre o Atlético de Madrid contra a equipe do Málaga com a vitória do time colchonero por 1–0. O primeiro gol do estádio foi marcado pelo atacante francês Antoine Griezmann.
Em 27 de setembro de 2017, o estádio realizou a primeira partida válida pela Liga dos Campeões de 2017–18 na derrota do Atlético de Madrid para o Chelsea por 2–1.

## Acessos
Metrô

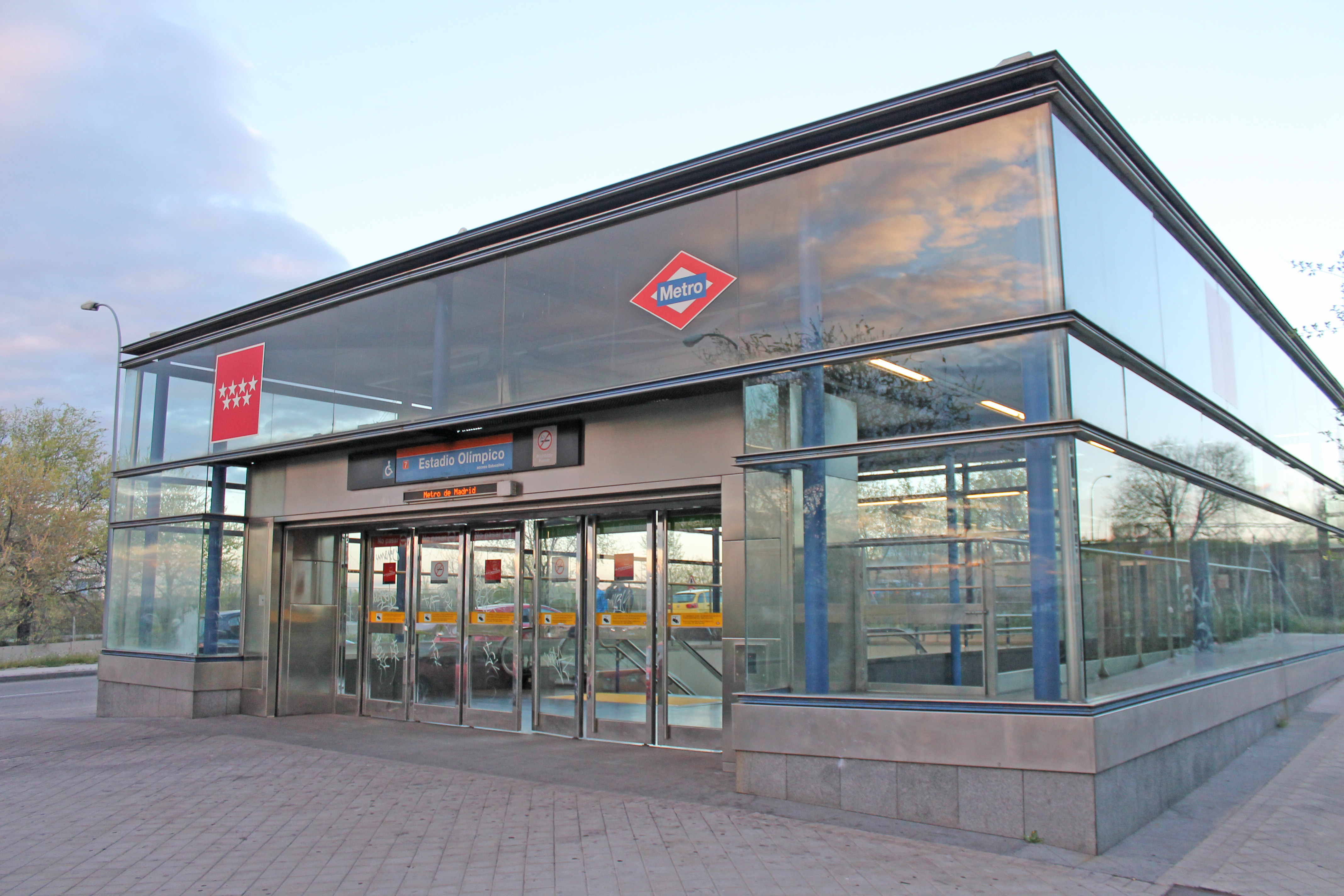
Acesso da Rua Estocolmo à Estação Estadio Olímpico

Estação Estadio Olímpico da Linha 7 do Metro de Madrid.
Ônibus
Linhas interurbanas: 286, 288 e 289.

### Futuro
Para aumentar o transporte público ao estádio, o Fomento anunciou em 2016 que, para o projeto da reabertura da antiga estação ferroviária de O'Donnell, atualmente abandonada, situada no bairro de Rejas, a 1 quilômetro do estádio, embora não tenha nenhuma ligação pedonal entre ambos os lugares, ser concluída, será necessário que o Ayuntamiento de Madrid o construa. Isto foi solicitado pelas Asociaciones de Vecinos de San Blas, bem como um maior acesso por metrô ao estádio. No entanto, atualmente a comunidade não planeja prolongar outras linhas de Metrô ao estádio.

Panorâmica interior do estádio.